# Johann Ferdinand Schor

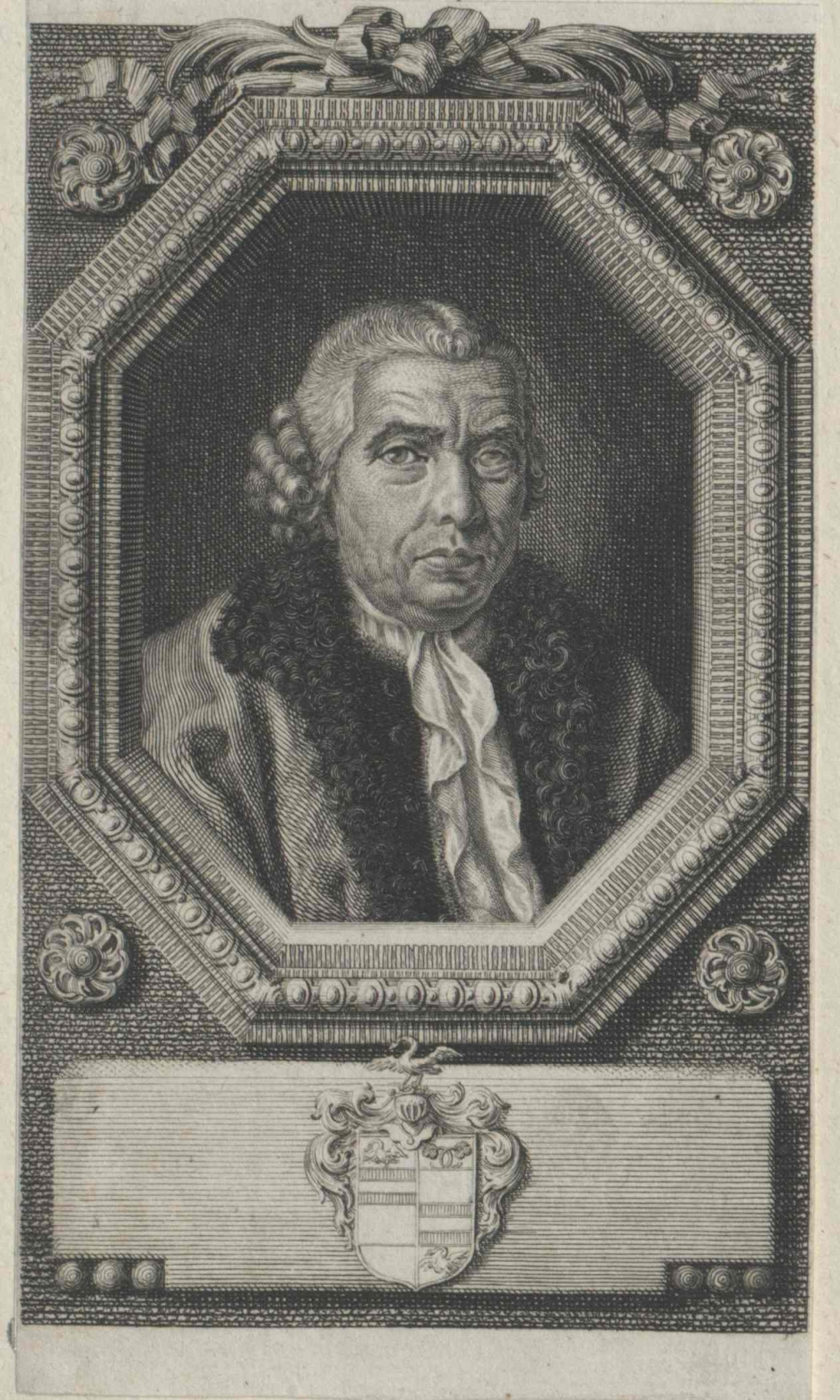
Johann Ferdinand Schor, Kupferstich von Johann Georg Balzer nach Johann Quirin Jahn, Prag, um 1760

Johann Ferdinand Schor (getauft 24. Juni 1686 in Innsbruck; † 4. Jänner 1767 in Prag) war ein österreichischer Maler, Architekt und Ingenieur.

## Leben
Schor lernte bei seinem Vater Egid Schor die Malerei, zeigte aber auch Interesse für Architektur. Nach dem Tod des Vaters 1701 machte er eine Lehre beim  Maler Josef Waldmann. 1705 ging er nach Rom, wo sich Schüler und Freunde seines Vaters und seines Onkels Johann Paul Schor, insbesondere der päpstliche Baumeister Michelangelo Ricciolini, seiner annahmen. Er verbrachte drei Jahre in Rom, besuchte die Accademia di San Luca, kopierte die alten Meister und studierte die Architektur der Stadt.
1708 kehrte er nach Innsbruck zurück und beschäftigte sich vorwiegend mit Dekorationsmalerei, so schuf er mit Johann Martin Gumpp dem Jüngeren ein Heiliges Grab für die Stiftskirche Wilten. Spätestens ab 1713 lebte er in Prag, wo er die Dekorationen für die Feierlichkeiten zur Kanonisation Pius V. 1713, zur Seligsprechung Johannes Nepomuks 1721 und zur Krönung Kaiser Karls VI. zum böhmischen König 1723 schuf. Er gestaltete außerdem Parkanlagen auf böhmischen Adelssitzen und malte Altarblätter und Fresken an Hausfassaden.
1725 wurde er in die Kommission zur Regulierung der Moldau um Prag berufen, die schließlich nach seinen Vorschlägen ausgeführt wurde. 1726 wurde er zum Professor für Ingenieurskunst am Polytechnischen Institut Prag ernannt, ab 1734 hielt er Vorlesungen über alle mathematischen Disziplinen. Im Österreichischen Erbfolgekrieg 1741 und zu weiteren Anlässen plante er militärische Befestigungen. Die Angebote, als Artilleriemajor ins österreichische Heer einzutreten und als Professor an die Theresianische Ritterakademie in Wien zu kommen, schlug er aus. 1764 erstellte er eine Expertise zur Schiffbarmachung der oberen Moldau. Schor verfasste auch Abhandlungen über Baukunst, Pulver oder Flussregulierung. Franz Leonhard Herget trat 1767 seine Nachfolge als Professor an. 

## Familie
Schor zwar zweimal verheiratet. In erster Ehe war er mit der Witwe eines Nachfahren des Malers und Kupferstechers Jacob Callot verheiratet, die zwei Söhne Wenzel, und Karl mit in die Ehe brachte. Ihre Söhne wurden vom Stiefvater ausgebildet. Carl wurde General-Feldmarschall-Lieutenant und Inhaber des Ersten Artillerieregiments, Wenzel wurde Obrist des Niederländischen Artilleriekorps. Aus seiner zweiten Ehe stammten zwei Söhne, die ebenfalls die Offizierslaufbahn einschlugen. Johann Schor starb noch vor seinem Vater als Hauptmann eines kroatischen Regiments. Sein zweiter Sohn diente in der kaiserlichen Artillerie.